# أسطونينات
الأسطونينات (الاسم العلمي: Strongyloidea) هي فوق فصيلة من الديدان الأسطوانية تتبع رتيبة الأسطوناويات من رتبة الأسطونيات.

## التصنيف
- المعترسات
  - المعترسة